# Chapelle d'Abrin
La chapelle d'Abrin, dite aussi église des Templiers d’Abrin, est une petite église romane, seul vestige de la commanderie d'Abrin, située à Castelnau-sur-l'Auvignon (Gers).

## Situation
La chapelle se trouve sur la commune de Castelnau-sur-l'Auvignon, nommée à l’époque Castelnau-de-Loubières, dans la Ténarèze, entre Condom et Lectoure, à peu de distance au nord de Blaziert.

## Histoire
L'église est édifiée en 1195, au point où se rejoignent deux voies du pèlerinage à Saint-Jacques-de-Compostelle, celle du Puy et celle de Rocamadour. Les pèlerins nombreux y trouvent une hôtellerie importante, qui sera tenue par les chevaliers de l'ordre de Saint-Jean de Jérusalem.
La commanderie d'Abrin est fondée le 4 septembre 1195 par Othon de Lomagne « Othon II par la grâce de Dieu vicomte de Lomagne et d’Auvillars ». Il remet la commanderie entre les mains des Hospitaliers. La maison de Lomagne fait partie des principaux donateurs dans les années qui suivent.
En 1365 Jean de Lomagne meurt en Turquie. Dans son testament, il a demandé que ses restes soient ensevelis dans l’église d’Abrin, « tombeau de sa famille ». Des fouilles pratiquées à la fin du XIXe siècle ont révélé de nombreux restes humains, dont des enfants : ne pouvant s’agir uniquement de religieux ou de membres de la communauté, on reconnut qu’il s’agissait bien de tombeaux de famille.
En janvier 1590, un capitaine huguenot dévaste l’église et détruit des bâtiments de la commanderie : des granges et un moulin. Avec la baisse de fréquentation des pèlerins la commanderie perd son utilité. La chapelle reste jusqu’à la Révolution église paroissiale sous le vocable de Sainte-Marie ou de Notre-Dame d’Abrin. Elle devient ensuite propriété privée et est convertie en étable. Constituée un temps en commune, Abrin est rattachée en 1835 à celle de Castelnau-sur-l’Auvignon.
La chapelle a été inscrite partiellement (la porte aujourd'hui murée et l'enfeu) au titre des monuments historiques le 10 décembre 1929.

## Architecture
L'édifice est de plan rectangulaire (16 m de long), couvert d'un toit de tuiles à deux pentes avec génoise simple. Les seuls éléments remarquables, sur le mur nord, sont le portail en plein cintre, et un enfeu.
Le portail se compose de deux ressauts de voussures simples, puis une voussure ornée de trois rangs de bâtons rompus, enfin une guirlande de trois rangs de denticules en damier.
À gauche du portail, dans un massif en légère saillie, un enfeu également en plein cintre comporte le même type d'ornementation. Il est surmonté d’une corniche formant larmier, qui a disparu au-dessus du portail, peut-être lors de l’adjonction d’un auvent.
Trois contreforts apparaissent sur le mur, laissant penser que la nef était voûtée en berceau sur doubleaux. Le mur ouest a été rebâti, ainsi que le mur sud qui conserve des restes des baies d’origine, aux arêtes chanfreinées, qui mettaient la chapelle en communication avec les bâtiments de la commanderie : une porte, et une baie en hauteur qui permettait peut-être d’accéder à une tribune au fond de la nef (bien que cette partie, orientée vers l’est, corresponde plutôt au chœur).